# Караса (деревня)
Караса́ (тат. Карасу) — деревня в Аксубаевском районе Республики Татарстан, административный центр и единственный населённый пункт Карасинского сельского поселения.

## Этимология
Топоним произошёл от татарского слова «кара» (чёрный, тёмный) и гидрографического термина «су» (вода, река).

## География
Деревня находится на реке Малая Сульча, в 15 км к юго-западу от районного центра — посёлка городского типа Аксубаево.

## История
В «Списке населенных мест по сведениям 1859 года», изданном в 1866 году, населённый пункт упомянут как казённая деревня Караса 2-го стана Чистопольского уезда Казанской губернии. Располагалась при речке Малой Сульче, на торговой дороге из Чистополя в Самару, в 75 верстах от уездного города Чистополя и в 45 верстах от становой квартиры в казённом пригороде Билярске (Буляре). В деревне в 164 дворах жили 1077 человек (528 мужчин и 549 женщин). Была мечеть.

## Население
| 1782 | 1859 | 1897 | 1908 | 1920 | 1926 | 1938 | 1949 | 1970 | 1979 | 1989 | 2002 | 2010 | 2015 |
| ---- | ---- | ---- | ---- | ---- | ---- | ---- | ---- | ---- | ---- | ---- | ---- | ---- | ---- |
| 123  | 1077 | 1800 | 2307 | 2446 | 2044 | 1724 | 1109 | 1317 | 1127 | 676  | 629  | 550  | 511  |

| 2002 | 2012 | 2013 | 2014 | 2015 | 2016 | 2017 |
| ---- | ---- | ---- | ---- | ---- | ---- | ---- |
| 629  | ↘539 | ↘515 | ↘482 | ↘469 | ↘464 | ↘454 |
| 2018 | 2019 | 2020 | 2024 |      |      |      |
| ↘438 | ↘420 | ↘415 | ↘414 |      |      |      |

Национальный состав
Согласно результатам переписи 2002 года, в национальной структуре населения села татары составляли 93% из 629 человек.

## Религия
Мечеть (с 1997 года).